# Burrill Bernard Crohn
Burrill Bernard Crohn, né le 13 juin 1884 à New York et mort le 29 juillet 1983 dans le Connecticut, est un gastro-entérologue américain. Il a donné son nom à la maladie de Crohn.

## Biographie
Onzième d'une fratrie de douze enfants, Burill Bernard Crohn étudie au City College puis, devant les troubles digestifs de son père décide de se tourner vers la médecine pour l'aider. Il obtient en 1907 son diplôme de médecine (MD) de l'université Columbia. Durant son cursus médical, il mène des travaux de recherches sur les hémorragies intra-abdominales pour lesquels il gagne un Master of Arts et un doctorat (PhD), qu'il décline, manquant d'argent et ne souhaitant pas en emprunter à son père. Il est par la suite sélectionné pour intégrer, en tant qu'interne, le prestigieux hôpital Mont Sinaï où il alterne entre les services de médecine et de chirurgie pendant deux ans et demi, avant d'effectuer une année supplémentaire en anatomopathologie, sous la direction du Dr. Emanuel Libman (1872-1946). Il s'installe ensuite en tant que médecin généraliste à New York,.
Il épouse en 1912 Lucile Pels avec qu'il aura deux enfants, Ruth et Edward.
En 1917, Crohn devient membre de l'American Gastroenterological Association, aidé par William J. Mayo, puis en 1920, après la publication d'un livre sur les pathologies de l'estomac, il est nommé chef de service du service de gastro-entérologie de l'hôpital Mont Sinaï,.
En 1932, Crohn cosigne avec Leon Ginzburg et Gordon D. Oppenheimer le premier article sur la maladie qui porte aujourd'hui son nom et le publie dans le JAMA. Ils y décrivirent quatorze cas d'iléite terminale, qui sera plus tard modifié en iléite régionale. Six ans plus tard, Crohn décrit les trois premiers cas de patients souffrant d'une atteinte anale de sa maladie. C'est à cause du classement par ordre alphabétique des noms des trois auteurs que la maladie s'appelle maladie de Crohn, et non parce qu'il aurait davantage travaillé dessus que Ginzburg et Oppenheimer.
Au fil du temps, il collabore avec le neurologiste Bernard Sachs (1858-1944).
Il était très respecté, les patients venant de loin pour se faire soigner par lui, certains venant même d'Europe.
Ses premières recherches sur la maladie de Crohn étaient centrées sur la conviction qu'elle était causée par le même pathogène responsable pour une maladie qui affecte l'intestin grêle des ruminants, la bactérie Mycobacterium paratuberculosis. Toutefois, il ne put isoler le pathogène, probablement parce que M. paratuberculosis se débarrasse de sa paroi cellulaire dans les humains, adoptant la forme d'une sphéroplaste, le rendant presque indétectable sous un microscope.
Après sa retraite à 90 ans, Crohn déménage dans une grande maison à l'intérieur de l'État de Connecticut. Il y passe ses dernières années ; très reclus, tous les messages s'adressant à lui passèrent par le Département de relations publiques de l'hôpital Mont Sinaï.